# 上荘町国包
上荘町国包（かみそうちょうくにかね）は、兵庫県加古川市の大字である。郵便番号は675-1213。地場産業として国包建具が有名である。

## 地名の由来
国包の名の由来は、この地域を開拓した名主の名が有力である。また、クニは地域のこと、カネは曲がった土地を表す事から、加古川の湾曲した地形から名付けられた説もある。

## 歴史
古代から加古川の水害に悩まされてきた。鎌倉時代まで、加古川西岸に存在していたが、1225年(嘉禄元年)8月の大水害により元の集落は、河原となり、住人は東岸に移動した。1756年(宝暦6年)当地出身の長浜屋新六郎が、私財をなげうって、水害時の避難所として築山を築いた。湯山街道の宿場町として栄え、1594年（文禄3年）の加古川の舟運が開発されると木材、酒、米の集約地として栄えた 。

### 沿革
- 1225年（嘉禄 元年） - 加古川の大水害により、集落が河原となる。加古川東岸へ移住する。
- 1756年（宝暦 6年） - 長浜屋新六郎が水害時の避難所として築山を築く。
- 1816年（文化20年） - 亀井ぜきが完成する。これにより国包村の水利が改善し、石高が増大する[7]。
- 1874年（明治 7年） - 国包尋常小学校が開校する[8]。
- 1874年（明治 7年）12月16日 - 国包郵便局（四等郵便局）開局する[9]。
- 1877年（明治10年） - 国包尋常小学校と照明小学校が合併し、曲渕（きょくえん）小学校（ 加古川市立八幡小学校の前身）となる[10]。
- 1886年（明治19年） - 国包郵便局が三等郵便局になる。
- 1887年（明治20年） - 曲渕小学校が宗佐尋常小学校と改称される。
- 1889年（明治22年）4月1日 - 町村制により、上荘村となる。国包は、上荘村の大字となる。
- 1892年（明治25年）10月 - 宗佐尋常小学校が、八幡村立八幡尋常小学校となり、同校委託となる。
- 1900年（明治33年） - 国包銀行[11]（三井住友銀行の前身の一行）が開業する。
- 1902年（明治35年） - 八幡村への委託を解き、上荘・平荘組合立平荘尋常小学校の国包分教場となる。
- 1903年（明治36年） - 国包尋常小学校が開校する[8]。
- 1913年（大正 2年）4月1日 - 播州鉄道加古川本線国包駅（現 JR西日本加古川線厄神駅）が開業する。
- 1916年（大正 5年）11月21日 - 播州鉄道三木線国包駅 (国鉄、三木鉄道を経て廃止）が開業する。
- 1921年（大正10年）5月25日 - 加古川大改修起工式が行われる[12]。
- 1925年（大正14年） - 国包尋常小学校が上荘尋常小学校に統合され、国包分教場（1・2年生のみ）になる。
- 1933年（昭和 8年） - 加古川大改修完成する[12]。
- 1955年（昭和30年） - 上荘村、平荘村、八幡村が加古川市に合併。それにより上荘町国包となる。
- 1961年（昭和36年） - 加古川東側の地域での小学校の学区が、加古川市立上荘小学校から加古川市立八幡小学校に変更。これにより上荘小学校国包分校は閉校。
- 1968年（昭和43年） - 加古川市東部土地改良区設置。圃場整備事業開始[13]。
- 1969年（昭和44年） - 国包保育園が開園する[14]。
- 1978年（昭和53年） - 圃場整備事業完了する。
- 1997年（平成 9年） - 国包保育園が閉園する。

## 経済
現在、地場産業として国包建具が有名である。国包建具の発祥は、文政年間（1818〜30年）頃と言われている。国包は、江戸時代に加古川を利用した舟運の寄港地であり、木柿や酒米の集散地として栄えた。それに伴い加古川上流から運ばれてくる木材を加工する木挽き職人が生まれ､国包に木工業が芽生えた。更に、唐箕(農作業用の選別機)づくりを経て建具造りへと移行した。

## 世帯数と人口
2022年（令和4年）3月1日現在の世帯数と人口は以下の通りである。
| 町丁       | 世帯数  | 人口  |
| ---------- | ------- | ----- |
| 上荘町国包 | 380世帯 | 926人 |

## 小・中・義務教育学校の通学区域
2024年4月現在、市立小・中・義務教育学校に通う場合、学区は以下の通りとなる。
小学校
加古川市立八幡小学校（加古川東側）
中学校
加古川市立山手中学校（加古川東側）
義務教育学校
加古川市立義務教育学校両荘みらい学園（加古川西側）

## 交通

### 鉄道

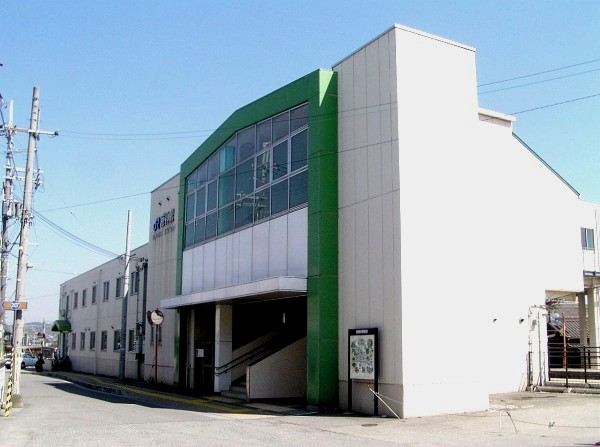
厄神駅

- JR西日本加古川線厄神駅がある。

### バス
- 神姫バス

### 道路
- 兵庫県道18号加古川小野線
- 兵庫県道20号加古川三田線
- 兵庫県道207号厄神停車場線

## 施設
- 国包郵便局
- 国包公園

## 史跡
- 加古川市指定文化財
  - 榎・椋の樹 榎2本・椋1本 国包伊勢講 （1990年(平成2年)10月11日指定）